# Зал Джимми
«Зал Джимми» (англ. Jimmy's Hall) — кинофильм режиссёра Кена Лоуча, вышедший на экраны в 2014 году. Лента принимала участие в конкурсной программе Каннского кинофестиваля и получила две номинации на премию Ирландской киноакадемии — за лучшую женскую роль (Симона Кирби) и лучшие костюмы (Эймер Най Маолдомнай).

## Сюжет
Действие происходит в 1932 году в ирландском графстве Литрим. Политический активист Джимми Гролтон возвращается в родную деревню после многих лет, проведённых в Нью-Йорке. Он хочет жить спокойной жизнью, работать на земле и помогать матери, однако местная молодёжь просит его вновь открыть клуб, в котором можно было бы в свободное время научиться каким-то ремёслам, послушать поэзию, подискутировать или просто потанцевать. Десять лет прошло с того времени, как клуб был закрыт властями, а сам Джимми был вынужден бежать за границу. После некоторых раздумий он уступает просьбам молодых людей, и зал Джимми вновь открывает свои двери. Обеспокоенный возможностью распространения «коммунистической заразы», местный священник отец Шеридан при поддержке землевладельцев и властей начинает «крестовый поход» против Джимми Гролтона и его заведения…

## В ролях
- Барри Уорд — Джеймс Гролтон
- Симона Кирби — Уна
- Джим Нортон — отец Шеридан
- Фрэнсис Маги — Мосси
- Шейн О'Брайен — Финн
- Эшлинг Франчози — Мари
- Брайан О'Бирн — коммандер О’Киф
- Эндрю Скотт — отец Симус
- Дениз Гаф — Тесс